# Графов, Борис Васильевич
Борис Васильевич Графов (7 июля 1933 года, дер. Жостово, РСФСР, СССР — 16 мая 2008 года) — советский и российский художник, мастер декоративно-прикладного искусства (Жостовская школа), народный художник Российской Федерации (1996).

## Биография
Родился 7 июля 1933 года в деревне Жостово Мытищинского района Московской области.
В 1950 году окончил профтехшколу жостовской декоративной росписи.
В 1975 году — избран членом Союза художников СССР.
С 1961 года — главный художник Жостовской фабрики декоративной росписи.
С 1976 года — являлся членом правления МООСХ.
Борис Васильевич Графов умер 16 мая 2008 года.

## Творческая и выставочная деятельность
Основные работы: подносы «Рококко», «Розы», «Флоксы», «Яблоки и сливы», «Яблоки и виноград», «Фрукты и цветы», «Виноград», «Мелкие розы», «Корзина цветов», «Букет с птицей», «Маки», серия подносов «Букет цветов» разной формы.
Работы находятся в Государственном Русском музее, Этногра- фическом музее в Санкт-Петербурге, музее народного искусства в Москве, Истринском областном музее, Загорском государственном историко-художественном музее-заповеднике, в частных коллекциях в России и за рубежом.
Участник выставок: республиканская выставка декоративно- прикладного искусства (1952), международные всемирные выставки в Индии, Арабских Эмиратах, Западной и Восточной Германии, Сирии, Бельгии, Чехословакии, Ливане, Румынии, Польше, Японии, Франции, Канаде, Афганистане (1953—1975), республиканские выставки — к I съезду художников (1956—1957), «Советская Россия» (1960, 1965, 1968, 1970, 1975, 1980, 1985, 1991), выставки на ВДНХ (1960, 1967), «В едином строю» (1964, 1967), областная выставка художников Подмосковья, посвященная 50-летию Великого Октября (1967), «20 лет МООСХ» (1968), «Подмосковье мое» в ЦВЗ (1968), «Центр. Северные области» (1969, 1974), «25 лет МООСХ» (1972), областная выставка художников Подмосковья «50 лет образования СССР» (1972), «30 лет Победы в Великой Отечественной войне» (1975), областные выставки художников Подмосковья, посвященные ХХV, XXVI и XXVII съездам КПСС (1976, 1981, 1986), областная выставка художников Подмосковья, посвященная 60-летию Великого Октября (1977), областная выставка художников Подмосковья «60 лет ВЛКСМ» (1978), зональные выставки «Подмосковье» (1980, 1984, 1990), областная выставка художников Подмосковья «60 лет образования СССР» (1982), всесоюзная выставка «Художники-народу» (1983), выставка «Федоскино-Жостово» (1984), областная выставка художников Подмосковья «40 лет Победы в Великой Отечественной войне» (1985), «Художник и время» (1987), «Народные промыслы» (1988), выставка художников Московской области, посвященная ХIХ партконференции КПСС (1988), областная выставка художников Подмосковья «45 лет Победы в Великой Отечественной войне» (1990), областная выставка декоративно-прикладного искусства художников Подмосковья (1995), областная выставка художников Подмосковья «50 лет Победы в Великой Отечественной войне» (1995), «50 лет МООСХ» (1996), VIII выставка произведений художников центральных областей России (1997), всероссийская выставка «Имени Твоему» (2000).

## Награды
- Орден «Знак Почёта» (1974)
- Народный художник Российской Федерации (1996)
- Заслуженный художник РСФСР (1976)
- 2 серебряные медали ВДНХ